# Францисканский центр по изучению христианского Востока
Францисканский центр по изучению христианского Востока (англ. Franciscan Center of Christian Oriental Studies) — название францисканского научно-исследовательского центра Кустодии Святой Земли в Каире, Египет.

## Деятельность
Францисканский центр по изучению христианского Востока был основан в Каире в 1954 году францисканской провинцией «Кустодия Святой Земли». Центр изучает вопросы, связанные с историей ранних христианских общин на Ближнем Востоке, а также занимается историографией францисканской миссионерской деятельности в восточной части Средиземного моря. Исследования центра публикуются в периодических изданиях «Studia Orientalia Christiana. Collectanea» и «Studia Orientalia Christiana. Monographiae».
В центре работали археологи Беллармино Багатти и Фредерик Манн.